# Amietina cambeforti
Amietina cambeforti là một loài bọ cánh cứng trong họ Bọ hung (Scarabaeidae).